# Ilse Bechthold
Ilse Margarete Bechthold (* 18. November 1927 in Bieber, heute Teil von Offenbach am Main, als Ilse Margarete Peters; † 17. Mai 2021 in Frankfurt am Main) war eine deutsche Leichtathletin und Leichtathletikfunktionärin.
Ilse Bechthold wurde 1948 Mitglied bei Eintracht Frankfurt. Neben der Leichtathletik war sie auch im Handball aktiv. Bis 1973 gewann sie insgesamt 26 Hessische Meisterschaften im Kugelstoßen und Diskuswurf. Zudem wurde sie fünfmal Süddeutsche Meisterin. Sie startete bei mehreren Deutschen Meisterschaften und nahm als Diskuswerferin auch an Länderkämpfen der deutschen Nationalmannschaft teil.
Als Eintracht Frankfurt eine Volleyball- und eine Basketballabteilung gründete, schloss sich Bechthold den jeweiligen Mannschaften an.
Auch als Funktionärin war Bechthold tätig. Ab 1968 war sie Frauenwartin und Präsidiumsmitglied beim Deutschen Leichtathletik-Verband (DLV). 1971 wurde sie Vorstandsmitglied der Leichtathletikabteilung bei Eintracht Frankfurt. Fortan übte Bechthold folgende Ämter aus: Vizepräsidentin des DLV, Mitglied im Deutschen Olympischen Sportbund, Verwaltungsratsmitglied bei Eintracht Frankfurt, Gutachterin der Stiftung Deutsche Sporthilfe, Mitglied und später Vorsitzende der IAAF-Frauenkommission.
Bechthold arbeitete am Institut für Sportwissenschaften der Johann Wolfgang Goethe-Universität Frankfurt am Main als Sportdozentin. Von der Stadt Frankfurt am Main wurde sie 2001 mit der Ehrenplakette und vom Land Hessen mit der Sportplakette ausgezeichnet. 1988 wurde ihr das Bundesverdienstkreuz am Bande verliehen. 2007 erhielt sie den Hessischen Verdienstorden am Bande und wurde vom Internationalen Olympischen Komitee (IOC) mit der Women and Sport Trophy ausgezeichnet. 2016 erhielt sie den Olympischen Orden, die höchste Auszeichnung des IOC.
Bei Eintracht Frankfurt war Bechthold Ehrenmitglied und Trägerin der goldenen Verdienstnadel.